# Julien Conus
Julien Conus (Friburgo, 20 gennaio 2000) è un giocatore di football americano svizzero che gioca nel ruolo di linebacker per gli Helvetic Mercenaries.

## Palmarès
- Swiss Bowl (Bern Grizzlies, 2022)
- Casque de Diamant (Black Panthers de Thonon, 2019)